# Instituto Obrero
Los Institutos Obreros fueron unas instituciones educativas creadas por el Gobierno de la Segunda República Española. El primero fue creado en la ciudad de Valencia (España) en 1936, iniciada ya la guerra civil española, siendo ministro de Instrucción Pública y Bellas Artes Jesús Hernández Tomás (PCE), con la finalidad de dotar a las clases populares, de un nivel adecuado en formación y conocimientos, para elevar el nivel cultural del país y, a la vez, preparar a un grupo de personas para las labores de reconstrucción que serían necesarias cuando finalizara la guerra.
Tras el ensayo positivo en el Instituto Obrero de Valencia se crearon otros Centros: en Sabadell (Provincia de Barcelona) donde se creó el segundo Instituto Obrero de Sabadell; en Barcelona el Instituto Obrero de Barcelona, y en Madrid el Instituto Obrero de Madrid. Hubo más proyectos, como el del Instituto Obrero de Alcoy, Alcoy (Provincia de Alicante).

## Objetivos
Iniciada la Guerra Civil, el gobierno de la República emprendió un ensayo pedagógico encaminado a formar a los mejores estudiantes de entre las obreras y obreros antifascistas, mayores de quince años, con capacidad de asumir un bachillerato intensivo en cuatro semestres. Se pretendía crear una élite obrera de personas formadas y útiles para la reconstrucción democrática de España. Para ello se realizaron unas pruebas donde el futuro estudiante tenía que demostrar sus aptitudes para afrontar dos años intensivos de esfuerzo intelectual.
Las particulares características de la enseñanza que se les ofrecía eran: 
- La edad: trabajadores y trabajadoras mayores de quince años.
- Régimen de internado: los alumnos convivían junto a los profesores.
- Coeducación: total aceptación de la igualdad de género.
- La remuneración: los estudiantes obtenían unos ingresos económicos como aportación a los gastos familiares que de otra manera, como hijos de la clase obrera, hubiesen realizado trabajando.
- Enseñanza laica, científica, activa.

Comenzó así, dentro de un proyecto cultural dinámico, 

...un ensayo encaminado a alcanzar rápidamente los beneficios de la enseñanza superior, las mejores capacidades que ofrezcan la garantía de su absoluta lealtad.

## Instituto Obrero de Valencia
El Instituto Obrero de Valencia, el primero en iniciar las clases, se vio favorecido por la situación de la ciudad en la retaguardia republicana hasta el final de la contienda. Al producirse el asedio a Madrid, el gobierno de Largo Caballero, se trasladó a la ciudad del Turia, convertida así en capital de la República el 6 de noviembre de 1936 y centro de peregrinaje de la intelectualidad y la cultura antifascista. La evacuación de Madrid llenó de catedráticos de gran valía el claustro de profesores del Instituto Obrero de Valencia, exiliados y depurados la mayor parte de ellos al terminar la guerra.
Las clases dieron comienzo el 1 de febrero de 1937 y durante más de dos años, equivalentes a tres semestres completos, pasaron por sus aulas algunos de los mejores profesores de esa época.
El Instituto Obrero de Valencia estaba ubicado en la actual avenida Fernando el Católico, en el antiguo y conocido edificio de los Jesuitas. En él iniciaron su formación tres convocatorias de las cuatro necesarias para que los alumnos completasen el plan de bachillerato intensivo. 
Esta experiencia educativa, aunque no pudo ser llevada a su término, marcó la formación, la identidad, la personalidad y el rumbo de las vidas de los alumnos y alumnas que tuvieron el privilegio de pasar por sus aulas. La totalidad de los estudiantes de los Institutos Obreros de Valencia, Sabadell, Barcelona y Madrid tuvieron la misma intención: el deseo de cambiar el mundo.
Perdieron la guerra y su memoria quedó desde 1939, proscrita por la dictadura. En 1975, un grupo de aquellos alumnos se reunió en Valencia y años más tarde fundó una asociación, la Asociación Cultural Instituto Obrero, que en la actualidad se reúne en los locales de la centenaria Sociedad Coral El Micalet de Valencia.  